# 円良田湖

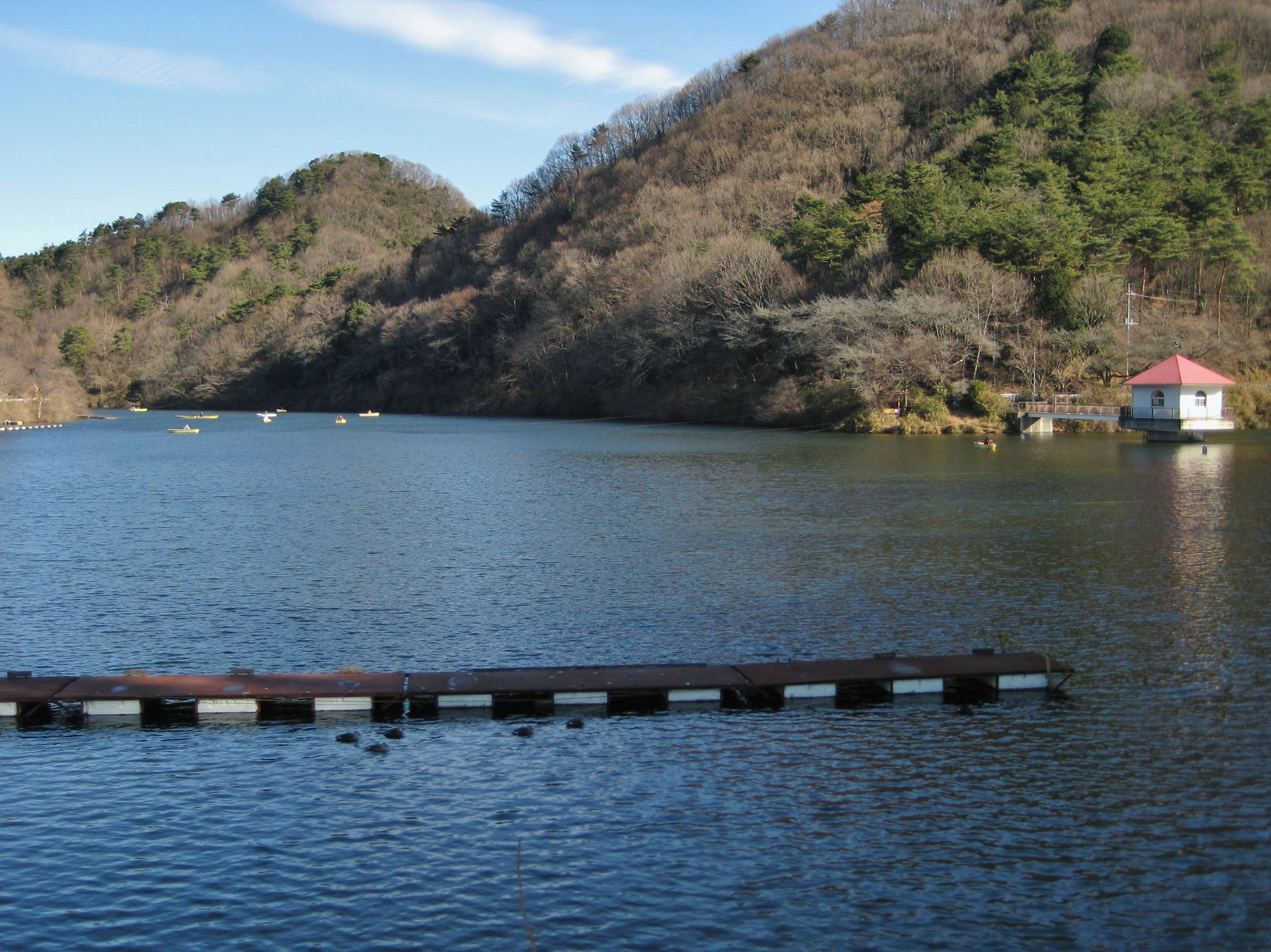
円良田湖

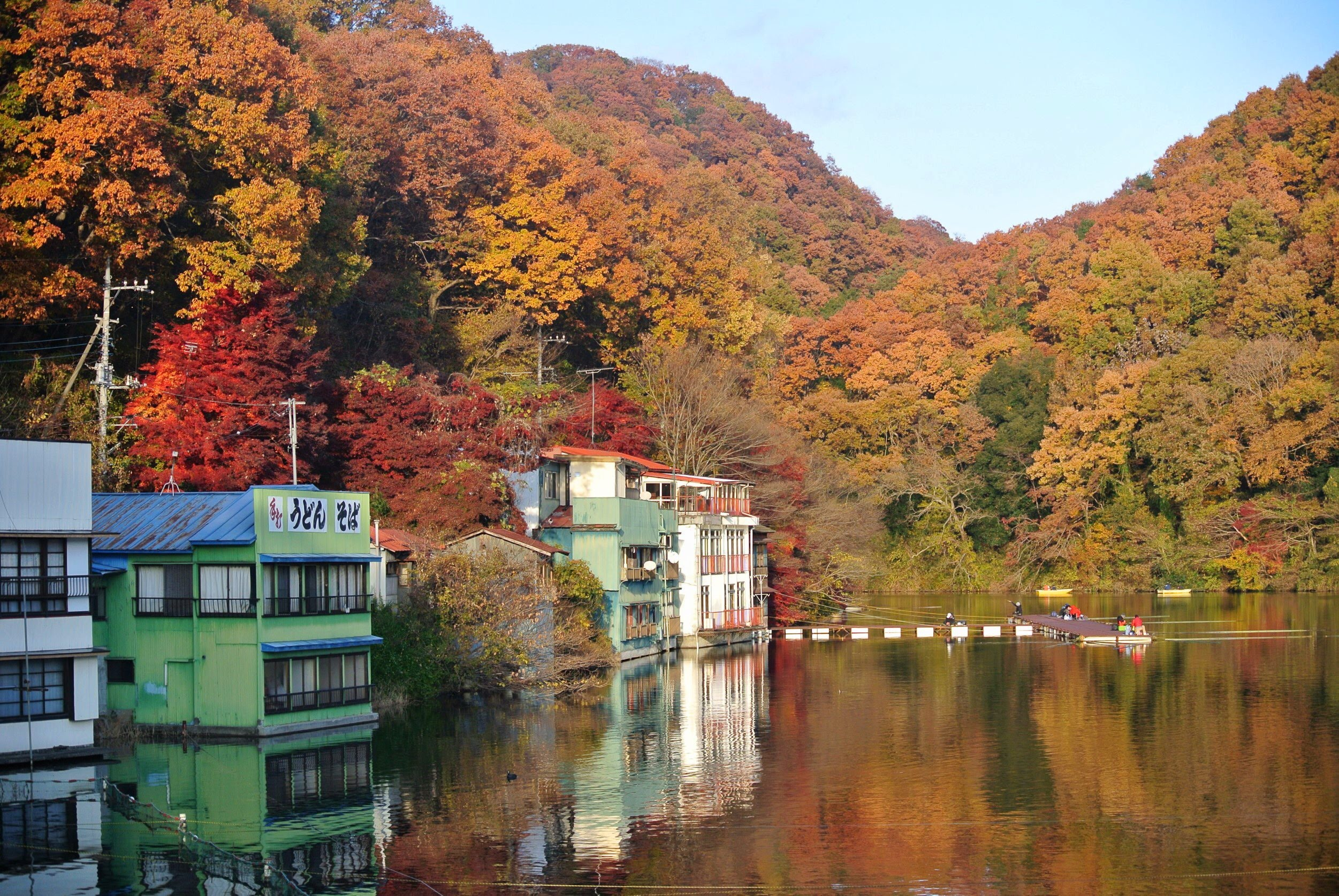
秋の円良田湖

円良田湖（つぶらたこ）は、寄居町と美里町にまたがって所在する埼玉県の人造湖。灌漑用のため池として円良田ダムが建設され、ダム湖が円良田湖と命名された。湖の面積は11万平方メートル。桜の名所であり、1500本程度のソメイヨシノが植えられている。

## 沿革
- 1942年 - 着工[1][2]
- 1949年 - ダム堤体着工[3]
- 1954年 - ダム堤体竣工[3]
- 1955年 - 竣工[1][2]

## アクセス
- 秩父鉄道波久礼駅から徒歩約20分[2]